# Урусовский сельсовет (Липецкая область)
Урусовский сельсовет — сельское поселение в Чаплыгинском районе Липецкой области Российской Федерации.
Административный центр — село Урусово.

## История
Статус и границы сельского поселения установлены Законом Липецкой области от 23 сентября 2004 года № 126-ОЗ «Об установлении границ муниципальных образований Липецкой области»

## Население
| 2010 | 2012 | 2013 | 2014 | 2015 | 2016 | 2017 |
| ---- | ---- | ---- | ---- | ---- | ---- | ---- |
| 345  | ↘336 | ↗346 | ↘342 | ↗346 | ↘332 | ↘324 |
| 2018 | 2021 |      |      |      |      |      |
| ↗328 | ↘272 |      |      |      |      |      |

## Состав сельского поселения
| № | Населённый пункт | Тип населённого пункта       | Население |
| - | ---------------- | ---------------------------- | --------- |
| 1 | Городок          | деревня                      | 23        |
| 2 | Денисовка        | село                         | 0         |
| 3 | Каревка          | деревня                      | 48        |
| 4 | Притыкино        | деревня                      | ↘48       |
| 5 | Рязанка          | деревня                      | 14        |
| 6 | Свиридовка       | деревня                      | 9         |
| 7 | Урусово          | железнодорожная станция      | 18        |
| 8 | Урусово          | село, административный центр | ↘232      |